# Cesaraugusta

Caesaraugusta sobre un plànol modern de la ciutat
1.- Decumanus (actuals carrers Mayor, Espoz y Mina, i Manifestación)
2.- Cardo (actual carrer Don Jaime I)
3.- Fòrum
4.- Port fluvial
5.- Termes públiques
6.- Teatre
7.- Muralla

Caesaraugusta o Caesar Augusta era el nom de la ciutat romana de Saragossa, fundada com a colònia immune de Roma  l'any 14 aC, possiblement el 23 de desembre, sobre la ciutat ibèrica intensament romanitzada de Salduie. Va ser fundada en el marc de la reorganització de les províncies d'Hispània per Cèsar August després de la seva victòria en les guerres càntabres.
La nova ciutat va rebre el nom de «Colonia Caesar Augusta». Va gaudir del privilegi d'ostentar el nom complet del seu fundador, qui va encomanar la seva deductio, com moltes altres tasques de l'Imperi, al seu general i persona propera íntim Marc Vipsani Agripa.
En la fundació de la ciutat van participar soldats veterans de les legions IV Macedonica, VI Victrix i X Gemina, llicenciats després de la dura campanya contra els àsturs i càntabres, amb la doble intenció de garantir la defensa del territori i alhora fixar-hi la presència de Roma. Saragossa tenia l'estatus de colònia immune, que li atorgava determinats privilegis com el dret a encunyar moneda o l'exempció del pagament d'impostos. Els nous ciutadans van ser adscrits a la tribu Aniense.
En el procés de reorganització dels territoris hispans, es van crear tres províncies (Tarraconense, Bètica i Lusitània), dividides en convents jurídics (districtes menors amb funcions judicials i administratives); d'aquests, el regit per Caesaraugusta, el Convent Jurídic Caesaraugustà, era un dels més extensos dels set en els quals es dividia la província Tarraconense. Caesaraugusta va assumir des d'un primer moment el paper de capçalera regional, i així va substituir la colònia Victrix Ivlia Celsa (en l'actual Velilla de Ebro).
El període de més esplendor de la ciutat (segles I i II) va portar moltes de les grans obres públiques, de les quals encara avui podem veure algunes: el fòrum, el port fluvial (que va convertir Caesaraugusta en el principal redistribuïdor de mercaderies a la vall de l'Ebre), les termes públiques, el teatre o el primer pont de la ciutat, situat en l'emplaçament de l'actual Puente de Piedra i que probablement era una obra de carreus o mixta de pedra i fusta.
L'aigua també va representar un important paper a la Saragossa romana, tant per la situació a la vora del riu Ebre i al costat de la desembocadura dels rius Huerva i Gállego, com pels seus complexos sistemes d'abastament i regadiu. Al costat de les termes, s'han documentat multitud d'aljubs, fonts, clavegueres de desguàs i diversos trams de canonades de plom i sanejament.

## La fundació com a colònia mixta immune

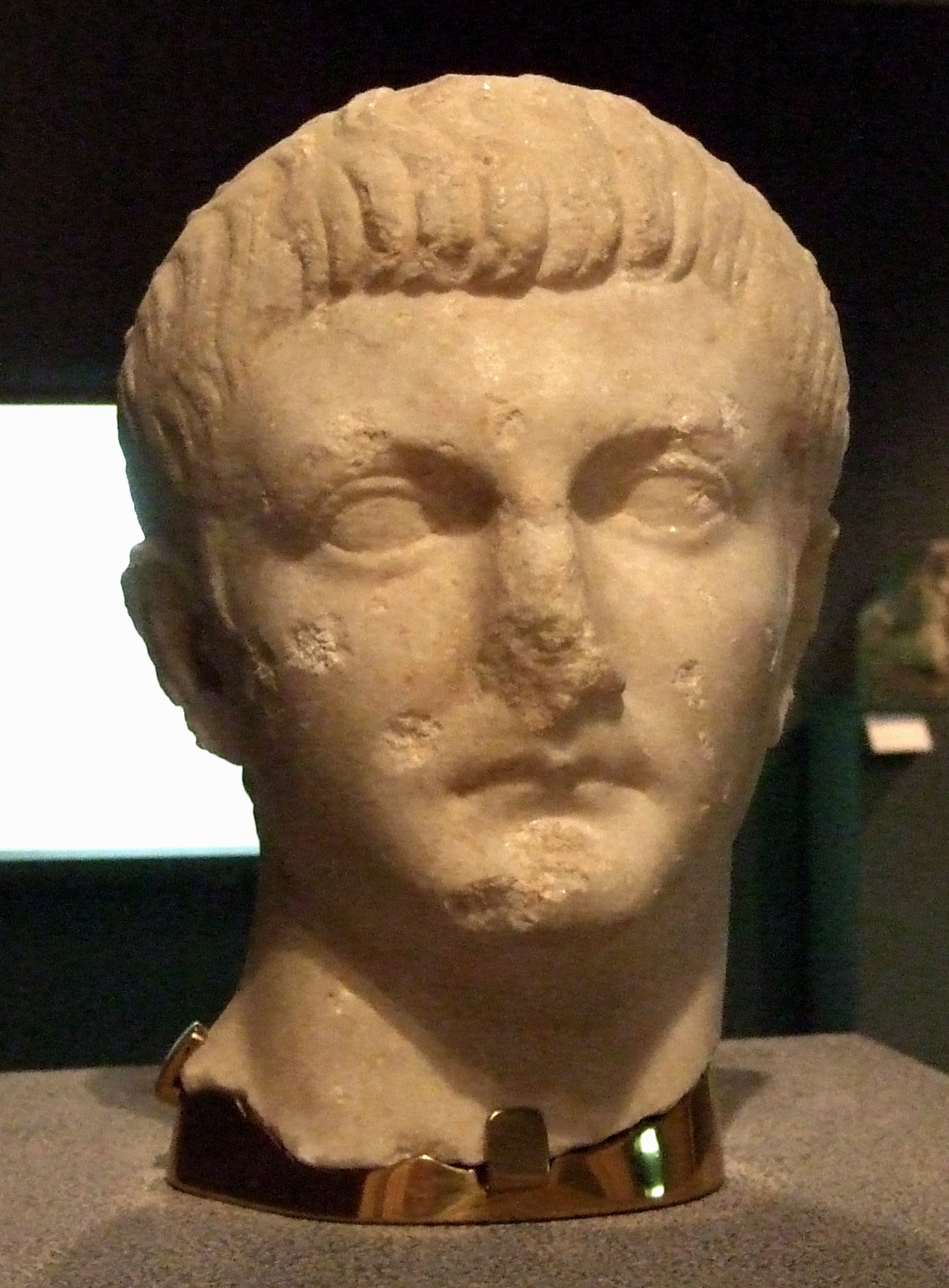
Bust de Drus el Jove procedent de Caesaraugusta (primer quart del)

Caesar Augusta va ser fundada l'any 14 aC, si bé s'han proposat altres dates per a la fundació de la ciutat que abasten un interval entre l'any 25 aC i el 12 aC, com una colònia immune on els soldats procedents de les legions que van lluitar amb César August a Hispània entre el 29 aC i el 26 aC es van integrar en la Salduie ibèrica, formant una nova ciutat colonial romana de caràcter mixt, com reflecteix Estrabó en la seva «Geografia (III, 2, 15)».
La nova colònia immune va ocupar una superfície de 44 hectàrees, delimitant una superfície de més de 900 x 500 m al voltant de dos eixos axials de comunicació: el decumanus màxim (actuals carrers Mayor, Espoz y Mina, i Manifestación) i el cardo, que coincidia aproximadament amb el traçat de l'actual carrer de Jaime I, encara que la confluència amb el decumanus al límit sud, situat a l'actual Coso Alto (i que podria trobar-se en qualsevol punt des del Teatre Principal fins a la Porta Cinegia) és insegur, ja que el traçat de la meitat sud d'aquest carrer data d'una reforma del segle xviii.
L'urbs comptava amb quatre entrades principals, l'emplaçament es va conservar fins al segle xv, als dos extrems del cardo i del decumanus:
- Porta de Toledo. Era a l'extrem oest del decumanus, entre les actuals muralles[1] de San Juan de los Panetes i el Mercat Central. Al seu emplaçament romà es va mantenir una porta flanquejada per dues torrasses amb merlets fins al 1848, quan es va enderrocar. Encara se'n perduren els fonaments, descoberts en l'últim quart del segle xx. Un monument de Martín Trenor i l'estàtua d'August de Prima Porta en bronze, regalada per Mussolini el 1940, sobre un pedestal de pedra negra de Calatorao, commemoren des de 1989 el lloc on es trobava.
- Porta de València. Extrem est del decumanus, a la meitat de l'actual Coso Bajo. S'hi va trobar una inscripció en la porta romana en un carreu, que n'assenyalava la posició.
- Porta Nord, o Portal de l'Àngel, a l'extrem nord del cardo, i que abocava al Puente de Piedra. Es va conservar fins als Setges de Saragossa, al començament del segle xix, i que es pot apreciar en el seu ple ús el 1647 en el quadre Vista de Saragossa de Juan Bautista Martínez del Mazo.
- Porta Cinegia. Extrem sud del cardo. El nom prové del barri àrab de Sinhaya, i la localització és insegura, ja que va poder estar en algun punt situat entre el Teatre Principal i la Plaça d'España de Saragossa.

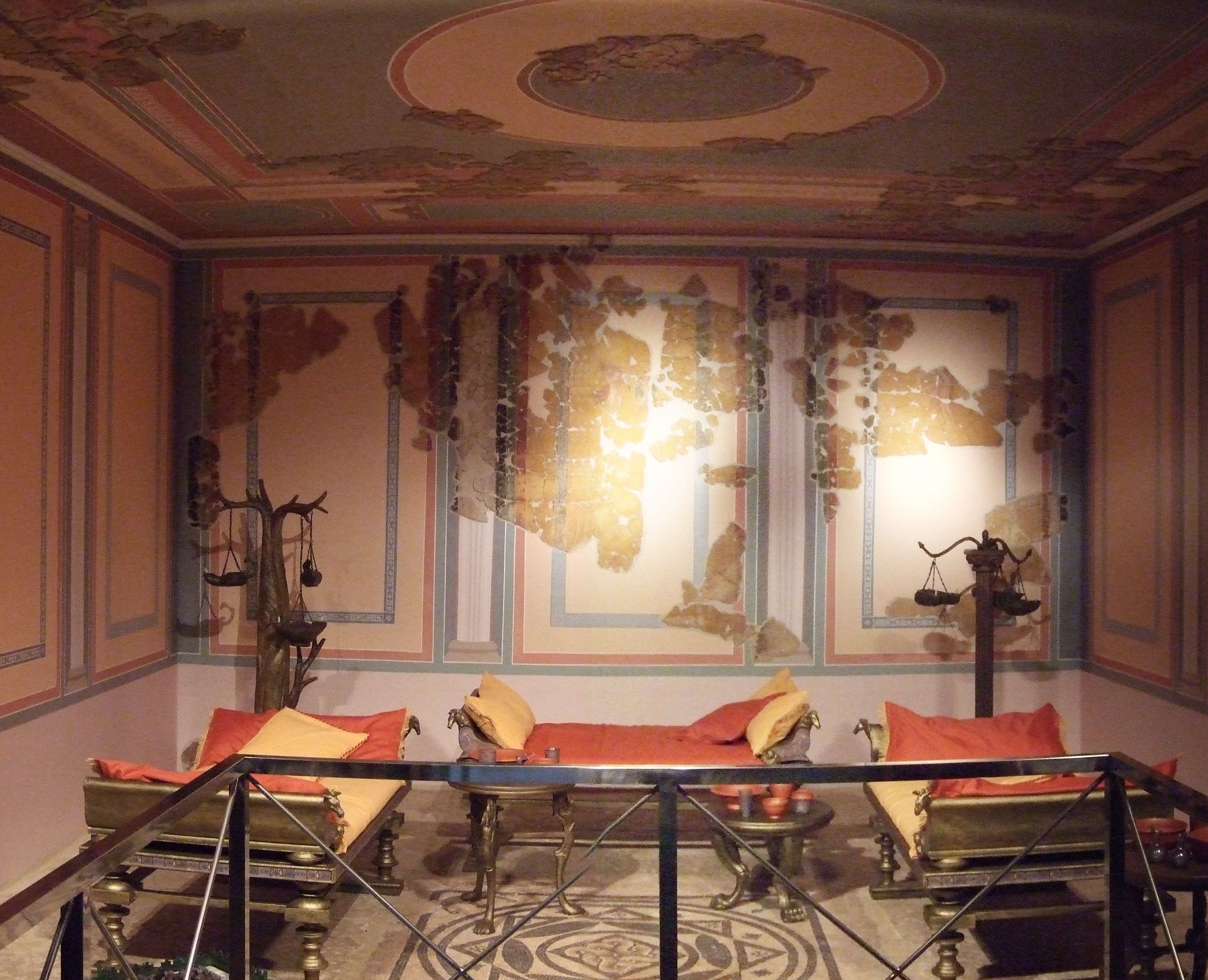
Triclinium de la casa romana del carrer Añón, d'època Clàudia (meitat del)

La ciutat de Caesaraugusta es va constituir així com l'urbs més influent de la vall mitjana de l'Ebre, i les seves encunyacions monetàries es van difondre per tota la Tarraconense interior, i van arribar a predominar fins i tot en l'actual província de Sòria.
Tot el disseny de la colònia va ser minuciosament planificat abans de l'execució. Es va dotar aviat d'un pont a la ciutat (probablement de pedra), fòrum, aqüeductes i un sistema de clavegueram de desguàs. No obstant això, els estudis més recents, sostenen la hipòtesi que aquestes infraestructures (pont, port fluvial, fòrum, mercat) ja existien abans de la fundació romana, tot i que en molts casos van ser reformats i ampliats (com va succeir amb el fòrum) en època de Tiberi. El pont, el port i les termes van poder formar part de les dotacions de la molt romanitzada Salduie dels anys 50-14 a. C. A causa d'això, l'activitat constructiva entre els anys 14 a.C. i 14 d.C. va ser limitada si es consideren les ingents obres urbanístiques endegades a partir del govern de Tiberi, amb l'edificació del teatre o la remodelació del fòrum, entre altres actuacions.
Fins a final del segle xx, es considerava que els límits de la ciutat del segle i estaven establerts per les restes de muralles conservades. No obstant això, al començament del segle xxi pren força una evolució diferent de la ciutat romana de Caesaraugusta. Per les restes dels segles i i ii trobades fora del perímetre de les muralles conservades (plaça de la Magdalena, carrers Antonio Agustín, Rebolería, Añón o Teniente Coronel Valenzuela per citar alguns exemples) l'extensió inicial de l'urbs ocuparia per l'est l'actual barri de La Magdalena i Tenerías fins al curs de l'Huerva, i pel sud una franja de terreny que arribaria fins als carrers Cinco de marzo i San Miguel, paral·leles al Coso Alto. Un dels arguments esgrimits és que en la segona meitat del segle ii s'observen cases abandonades situades en aquesta zona, el que ha fet pensar en la construcció en aquest moment de la muralla al sud i a l'est, que originaria el trasllat de la població d'aquesta zona cap a l'interior d'aquestes muralles. Una hipòtesi probable és que el límit occidental i nord hagués romàs estable des de la fundació de la ciutat, fins i tot comptant amb una muralla d'opus caementicium que protegia la zona més desguarnida, mentre que a l'est la muralla fos innecessària a la primeria gràcies a la natural protecció del curs de l'Huerva, que va marcar el límit oriental. Al segle iii, en tot cas, definitivament es construeix o reconstrueix el perímetre descrit a dalt amb una muralla de carreus, de la qual es conserven abundants restes.

### La muralla

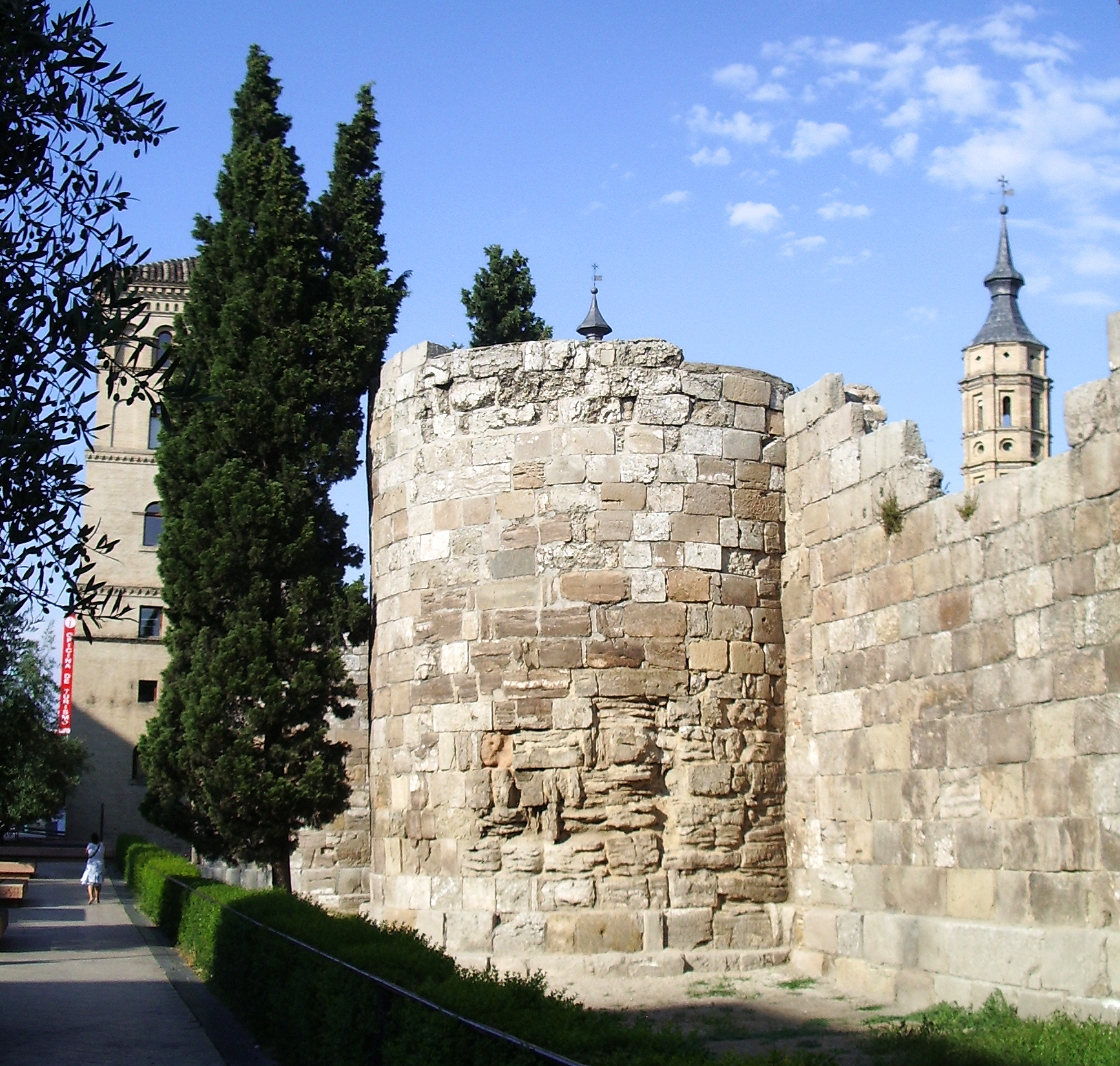
Tram nord-oest de la muralla romana de Caesaraugusta,

Durant molt de temps, s'havia donat com a segura l'existència d'una muralla al començament de la colònia i la reedificació d'aquesta al segle iii. No obstant això, abundants restes arqueològiques fan que des de començaments del segle XXI es posi en dubte que Caesaraugusta tingués una muralla que envoltés el perímetre complet de la ciutat fins al segle iii, almenys no en l'aparença amb què es mostren les restes de llenç conservats en l'actualitat, especialment en el costat oriental, on la ciutat comptava amb la protecció del riu Huerva.
La troballa l'any 2000 de la Casa romana del carrer Añón i a la zona est de l'urbs, extramurs del que se suposava l'àrea inclosa dins les muralles de Caesaraugusta, juntament amb altres restes arqueològiques trobades, han fet suposar que la superfície urbanitzada es va estendre a l'inici més enllà de la ciutat romana emmurallada del segle iii i fins i tot s'ha postulat (segons investigacions del 2003),[1] que la colònia romana de Caesaraugusta va poder tenir al principi muralles, particularment, les situades a orient.

### El pont

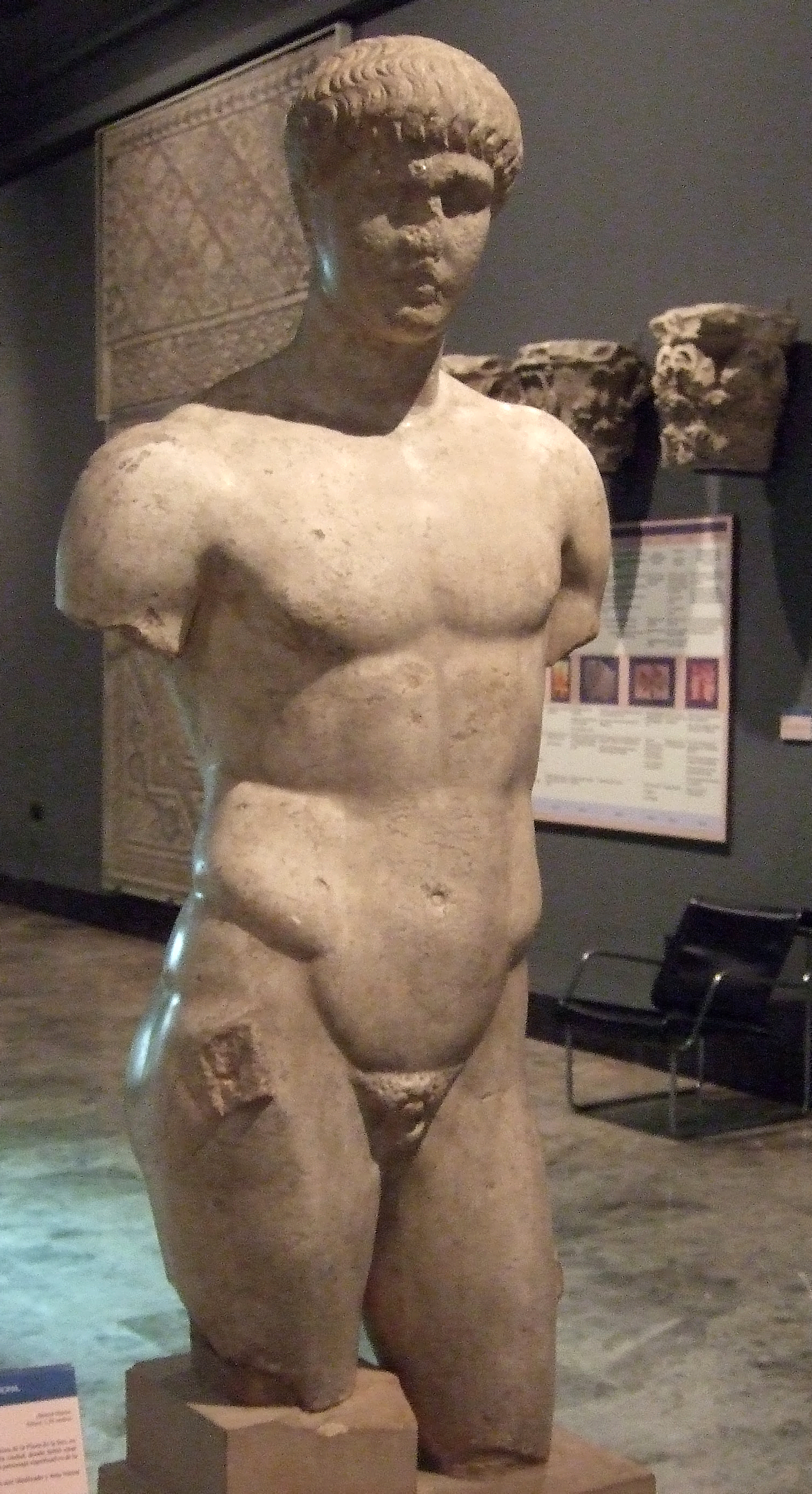
Estàtua d'home (segona meitat del) d'època de Neró o Domicià, a qui podria representar de jove, trobada al Fòrum romà de Caesaraugusta

L'existència d'un pont sobre el riu Ebre situat a la ubicació de l'actual Puente de Piedra (probablement ja existent en època de Salduie) està documentada a partir de la troballa de canonades de plom que suportaven el pont i que portaven aigua potable des del proper riu Gàllego fins a la ciutat. És més difícil dilucidar si ja en època romana el pont va estar edificat en carreus, tot i que el prestigi de la capital del convent jurídic cesaraugustà i la requerida solidesa que derivava de la funció d'aqüeducte de pesades canonades indueix a pensar que fos de pedra.

### El fòrum d'August
El fòrum de l'etapa d'August o saluitana (situat a l'actual plaça de la Seo i el museu del port fluvial) tenien un caràcter mercantil vinculat al transport de mercaderies des de i cap a Tortosa a través de l'Ebre, i molt possiblement ja servia abans de la fundació colonial romana. Adossat a l'est del cardo, consistia en una plaça quadrangular oberta cap al riu limitada només als seus costats llargs, que allotjaven sengles cossos de locals comercials (set tabernacles conservats al costat est), erigits sobre sòcols d'opus vittatum i pintura d'estil inicial del segle iiii. Un senzill pòrtic cobert tancava el fòrum al costat sud.

### Els equipaments hidràulics
La colònia romana de Caesaraugusta disposava de tota una xarxa de clavegueram, amb clavegueres i canonades i proveïment d'aigua potable garantit a través d'aqüeductes que recollien l'aigua en grans cisternes col·lectores, i les restes arqueològiques es van excavar des de l'última dècada del segle xx. A més, al barri de Las Tenerías, existia un drenatge per a les inundacions periòdiques de les crescudes de l'Ebre consistent en un camp d'àmfores agrupades i col·locades invertides.
Sota el fòrum, i perpendicular a l'Ebre, es va dissenyar una claveguera de desguàs de grans dimensions: 2,82 m d'alçada x 2 m d'amplada. Va ser construïda en opus caementicium amb revestiment d'opus incertum. Altres sistemes de desguàs de la ciutat tenien notables dimensions, sense arribar a les de la claveguera més grossa. Així, hi ha un tram al carrer Espoz y Mina treballat en opus vittatum d'1,2 m d'alt x 0,6 d'ample. Les proporcions de les clavegueres de Cesaraugusta són similars a altres grans ciutats romanes, i comparables, per exemple, a les d'Augusta Emèrita.

### L'administració altimperial
Des del moment de la fundació de la ciutat, Caesar Augusta va ser regida per dos grups formats a partir dels ciutadans romans preeminents: l'ordo decuriornum o curial (senat local) i l'ordo Caesaragustanum (un conjunt de magistrats), que integraven un ordo o ordre de ciutadans del major rang, inicialment sorgits d'entre els oficials i veterans de les legions i designats pels comandaments per establir la primera cúria.
Al capdavant del govern de la ciutat se situaven cada any dos duumvirs (equivalents dels cònsols romans en l'àmbit local), el nom apareixia en les encunyacions monetàries. Excepcionalment, els podia substituir un prefecte amb atribucions directament emanades de Roma.

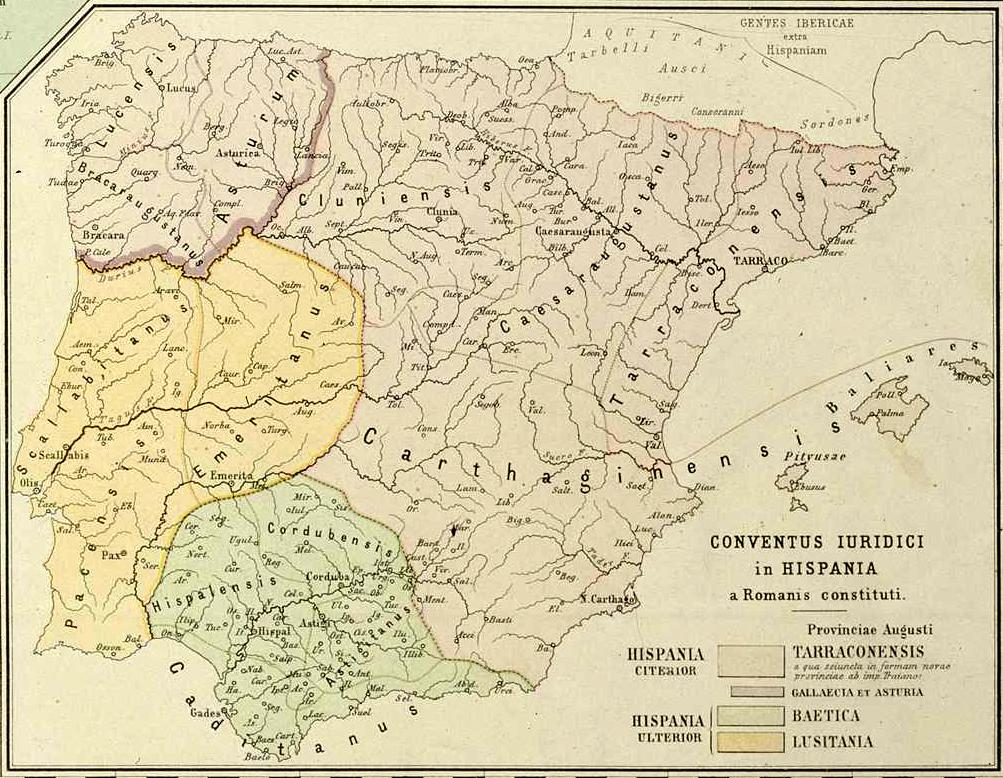
Demarcacions jurídiques en Hispania

Amb els duumvirs col·laborava una parella d'edils, encarregats del bon funcionament de les indústries, obres públiques i sitges de proveïment de cereal (horreum), i un qüestor que s'ocupava de l'administració.
Els primers duumvirs de César Augusta van ser Quint Lutaci, Marc Fabi, Gai Alsà, Titus Cervi, Luci Cassi i Gai Valeri Fenestela; els seus noms remeten a famílies itàliques. Només es coneix el nom d'un regidor, Marc Juli Antonià, documentat en les inscripcions de les canonades de plom que, amb funcions d'aqüeducte, es van integrar al pont sobre l'Ebre.
Caesaraugusta era la capital d'una de les set demarcacions judicials (conventus iuridicus) en què es dividia la província de Tarraco. El conventus Caesaraugustanus era un dels més extensos i incloïa al nord Pamplona i Irun, a l'oest Calahorra, al sud Alcalá d'Henares i a l'est Lleida.
D'aquesta manera, Caesaraugusta va ser un centre en que s'havien de resoldre els assumptes legals en segona instància, sempre que no es poguessin ser solucionats en la jurisdicció municipal. A més, gaudia de capitalitat religiosa, amb culte propi, ja que disposava d'un Genius conventus caesaraugustani amb sacerdoci particular i recepció d'homenatges i ofrenes sagrades de totes les ciutats de la demarcació administrativa. Segons Fatás i Beltrán (1998), les restes de basílica romana trobades en el Palacio de los Pardos, en la confluència entre el cardo i el decumanus, constituirien el fòrum solemne i religiós; mentre que el fòrum excavat sota la plaça de La Seo serviria de fòrum comercial i administratiu de la ciutat.

## El segle I
Durant aquesta època, la nova colònia immune experimenta un important creixement econòmic, a jutjar pel volum de moneda encunyada i l'envergadura de les obres públiques executades que, a bon ritme, van acabar donant una fisonomia de gran urbs a la ciutat.
Tota la ribera de l'Ebre va ser aterrassada en aquesta època per evitar inundacions fins a una cota igual a la que arriba actualment la plaça del Pilar. L'envergadura d'aquests treballs van solucionar per al futur el risc de crescudes de l'Ebre, i d'això es va beneficiar Saragossa fins als nostres dies. Es van practicar, així mateix, abundants desmunts en els voltants de l'urbs, per condicionar terrenys agrícoles que proveïssin a la colònia.

### El fòrum de Tiberi

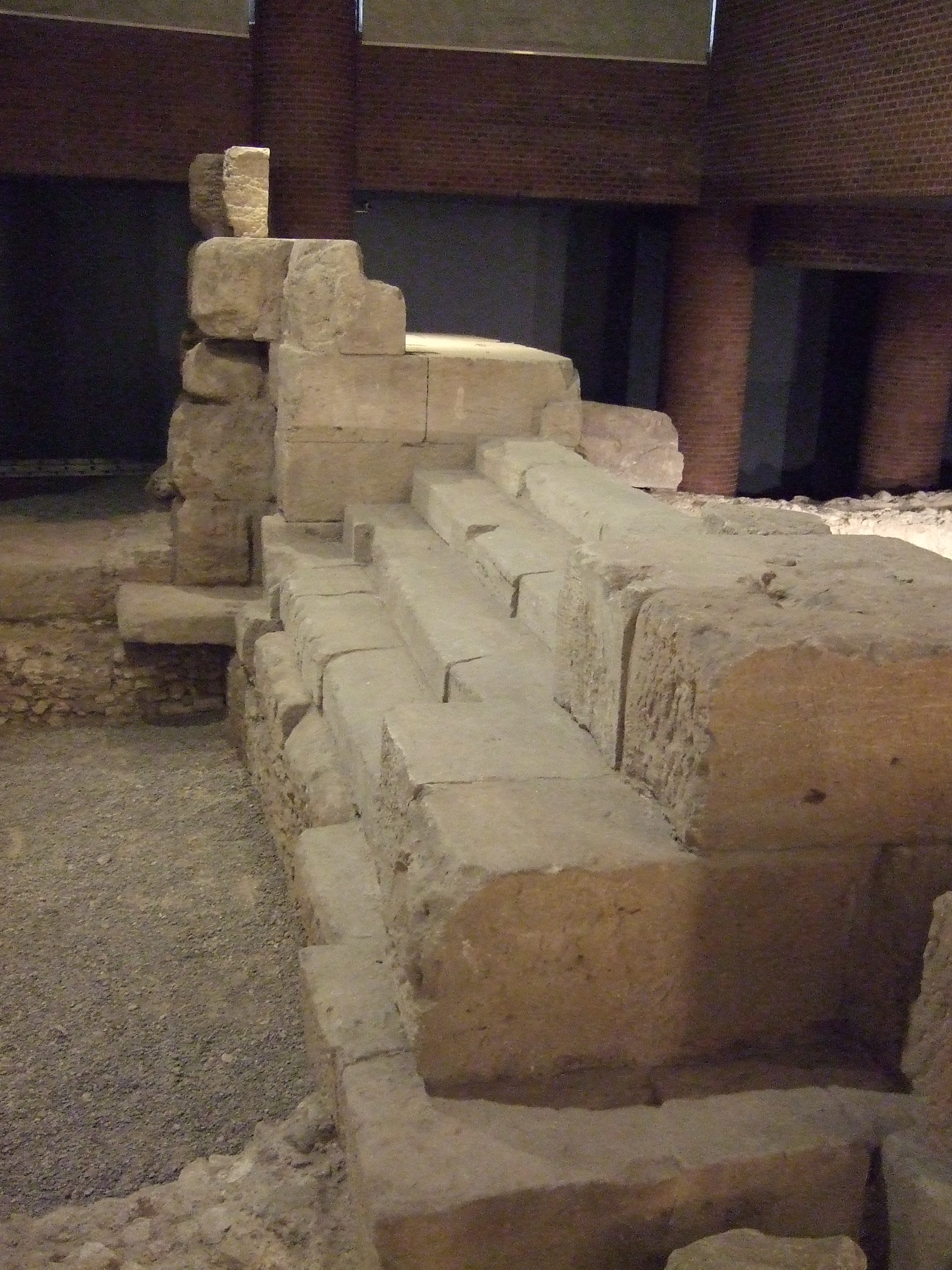
Restes de l'escalinata d'accés del port fluvial al fòrum comercial

L'obra més destacada en època de Tiberi (14- 37) va ser la remodelació del fòrum, que va ser ampliat mitjançant el disseny d'un gran rectangle de més de 50 metres en el costat occidental, on s'allotjaven botigues construïdes amb aparell de carreus i proveïdes de soterrani. Tot el seu perímetre allotjava un doble pòrtic interior que potser es tancava al sud amb un gran temple imperial amb peristil de doble columnata, si bé la configuració del costat sud i presència del temple és encara conjectural. Estava pavimentat amb lloses de pedra calcària i construït amb diverses tècniques d'aparell: opus vittatum, opus africanum i opus caementicium o formigó romà.
El fòrum de Tiberi va albergar, a més del temple, altres edificis i monuments de caràcter representatiu i institucional. S'hi han rastrejat les petjades de l'edifici de la cúria i pedestals de suport d'un programa iconogràfic escultòric dedicat a August, a la seva família i als seus successors. A prop de la claveguera màxima que discorre sota el fòrum es va trobar una estàtua d'un noi d'època de Neró o Domicià, a qui podria representar.
D'altra banda, destaca una zona d'emmagatzematge de cereal al nord del fòrum a la qual s'accedia des del port fluvial per mitjà d'una escala d'obra monumental amb una porta de triple pas. Les restes d'aquesta escalinata es poden contemplar al Museu del Port Fluvial de Caesaraugusta.
Per fi, en les excavacions del Palacio de los Pardo, seu actual del Museu Camón Aznar, es van trobar a final del segle xx restes d'un mur que formaria part d'un temple o basílica, i potser fora l'edifici més rellevant d'un complex forense de caràcter religiós, i no comercial com seria el de la plaça del Pilar, centre del culte ciutadà que coincidiria amb la intersecció del cardo i decumanum màxim, segons una altra teoria de l'emplaçament del cardo, que podria arrencar d'aquest fòrum i no necessitaria la reculada que el portés a la porta Cinegia des del carrer Don Jaume I (també anomenada San Gil), segons hipòtesi i planimetria plantejada per María Pilar Galve en 2004.

### El teatre

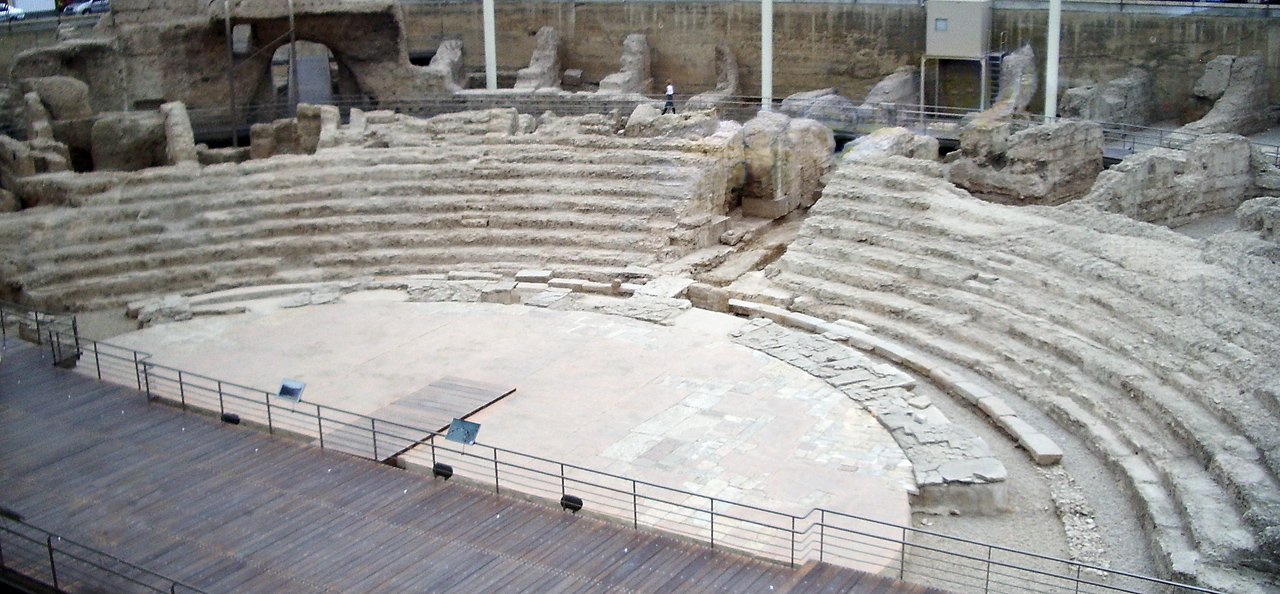
Teatre romà de Saragossa

En aquest període pertany també l'obra major del teatre. L'edificació va començar al final del govern de Tiberi i es va concloure ja en època de Claudi cap a l'any 50. Va ocupar un solar que havia estat destinat a aquesta infraestructura teatral des de la planificació colonial del període de César August.
Va estar inspirat en el model del Teatre Marcel de Roma. Es va construir amb una estructura de formigó (opus caementicium) per elevar la graderia que, en la façana exterior de tres pisos i vint-i-metres d'altura, va ser recobert amb lloses de marbre o carreus d'opus quadratum oferint una decoració monumental.
Posseïa, però, un singular accés independent des de la porta central de la façana fins a l'orchestra de traçat perpendicular a les taules o scena i que recorria com un eix el teatre per a ús de les autoritats, que accedien així directament als escons reservats a ells en el semicercle orquestral. Aquest exclusiu accés es pot observar també en els teatres de Torí o Minturno, si bé és l'únic de la Hispània romana, i pot ser degut a la varietat d'espectacles, no només dramàtics, sinó potser també de gladiadors, que s'hi van celebrar.
És un dels més grans teatres d'Hispània, amb 7.000 m² de superfície (106 m de diàmetre) i capacitat per albergar aproximadament sis mil espectadors.

### Altres obres públiques: temples i termes

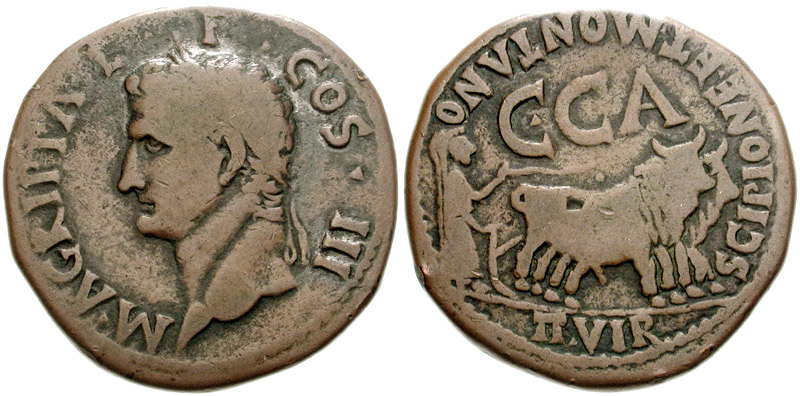
Moneda encunyada en Caesaraugusta sota el govern de l'emperador Calígula.
A l'anvers hi figura un retrat commemoratiu del general Agripa.
El revers representa el ritual fundacional de la colònia. La inscripció C · CA al·ludeix a la seca de Caesaraugusta, i la llegenda SCIPIONE · ET · MONTANO (Escipió i Montano) dona compte dels dos duumvirs que governaven com a cònsols locals al 38-39

A la fi de la dècada dels 1980, en el transcurs de les obres de la remodelació de la Plaça del Pilar, va aparèixer la fonamentació i part del pòdium d'un temple capitolí,  on avui hi ha l'aparcament subterrani, bastant allunyat de l'únic fòrum conegut, la qual cosa unit al fet que té una orientació amb l'eix est-oest (entrada per l'est), fa pensar en l'existència de dos fòrums connectats.
A part d'aquesta troballa, l'aspecte dels temples pot documentar-se a través de les monedes emeses a Saragossa. En un dupondi de l'any 28 està representat un temple de tipus hexàstil al qual s'accedia a través de tres grades, amb columnes de tipus àtic i un frontó senzill decorat geomètricament amb triangles inscrits que era dedicat a la pietas augusti. Més tard, en un as de l'any 33 apareix un altre temple tetràstil de columnes corínties.
En l'etapa final de la Dinastia Júlio-Clàudia, que abasta els governs de Calígula, Claudi i Neró, es van realitzar també nombroses obres públiques, que van donar la fisonomia definitiva a la ciutat en la seva etapa antiga clàssica. Es va construir en solars encara buits, edificant espais enjardinats i altres infraestructures d'importància, com les termes públiques al carrer San Juan y San Pedro, que actualment són un museu.
D'aquestes termes públiques es conserva en bon estat una piscina per nedar (o natatio), envoltada de columnes seguint exemples de representació romanes. Es tractaria d'unes instal·lacions de banys disposades en un eix consecutiu, seguint la seqüència natatio, frigidaria, tepidaria i caldaria. Es van decorar interiorment amb lloses de marbre el terra i els murs, als quals es va afegir ornamentació floral de tradició juli-clàudia. Hi va haver més termes públiques, i nombroses privades als habitatges particulars. Entre les primeres destaquen les trobades a la plaça de Las Catedrales, d'època de Neró o Vespasià

### La ceràmica
Pel que fa a la cultura material, s'observa en la segona meitat del segle i una major presència de produccions ceràmiques hispàniques, que van ser trobades en les diverses cases excavades a Saragossa. Així mateix, es documenta l'aparició de ceràmica del nord d'Àfrica i, en el vidre, la colònia continua nodrint-se dels centres productors del nord de la península itàlica.
És molt significativa la presència per primer cop d'un aixovar ceràmic d'ús quotidià procedent de tallers de terrisseria saragossans, situats al carrer Predicadores, des de mitjan segle i.

### Acaballes del segle I
Amb la dinastia Flàvia es potencien les vies de comunicació amb l'entorn de Caesaraugusta, com testimonia un mil·liari situat a la calçada cap a Bílbilis. S'habiten nous solars a la ciutat, com el del carrer Torrenueva 6. S'han trobat, a més, restes de murs de còdols fora del perímetre considerat tradicionalment urbanitzat al carrer Palomeque 6, d'una casa de carrer Heroismo al costat de la qual es troben restes d'un vial urbà, i d'un nimfeu al carrer del Doctor Paloma 4 proveït d'estany, una font i pintures murals. També es van emprendre importants reformes en el teatre.

## El segle II

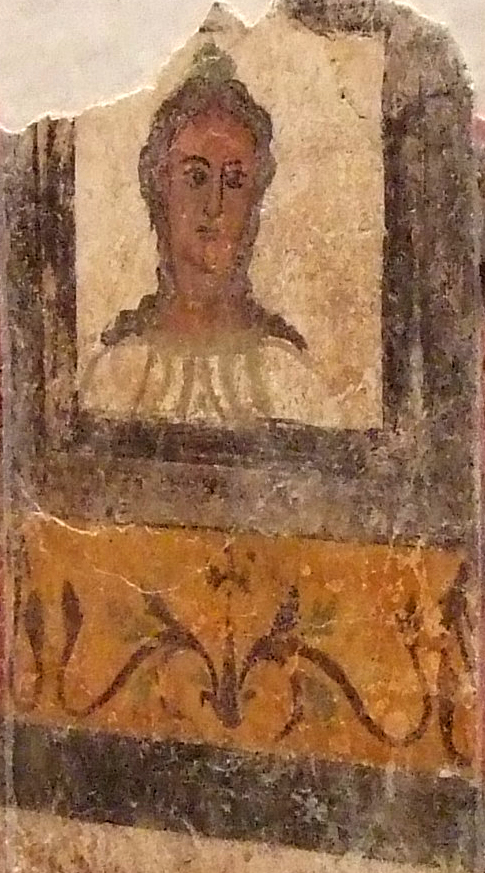
Pintura mural representant una musa de l'època d'Hadrià (117-138), trobada al carrer San Agustín 5-7

És un període d'economia emergent, com pot testificar la finalització de la calçada que duia a la capital de la Lusitània, Augusta Emèrita.
L'època dels Antonins està caracteritzada per l'expansió cap als espais rurals de les activitats econòmiques de la ciutat, el que causa un important creixement de viles agràries. Exemple d'això és la trobada entre els carrers Alfonso V i Rebolería. Es centralitzava al voltant d'un impluvium porticat dotat d'una estàtua central d'un faune ebri recolzat sobre un odre del qual raja líquid, que té un paral·lel en les estàtues de nimfes jacents de la vila de Virunum. El solar va estar edificat des del segle i, la qual cosa dona una altra prova que la ciutat, abans del segle iii, s'estenia fins a la riba del riu Huerva.
Nombrosos exemples de domus (o cases unifamiliars) de ciutadans acabalats de la ciutat disposaven de termes privades, encara que també han aparegut altres establiments termals de caràcter públic, com els de la plaça de Santa Marta, que van conservar restes de pintures de garlandes i flors. No obstant això, les prospeccions arqueològiques no han documentat fins ara la presència d'insulae (blocs d'habitatges).
Caesaraugusta és ja una urbs dotada d'un perímetre agrícola (agro) de gran importància, regat pels quatre rius que conflueixen a les rodalies (Jalón, Huerva, Gállego i Ebre); de necròpolis situades als marges de les calçades d'accés a la ciutat i d'un conjunt de tallers industrials entre els quals destaquen les terrisseries.
Cap a la fi del segle ii apareixen mosaics policroms i decoratius, com el de la gran domus de Sant Juan de los Panetes, dedicada a Orfeu (potser del segle iii). Altres mosaics de gran bellesa són el d'Eros i Pan, el d'Eros i Psique, i el del Triomf de Bacus (també datat al començament del segle xxi al segle iii), trobat entre els carrers del Coso Alto i Alfonso I.
També a final del segle xx es van trobar al carrer San Agustín 5-7 restes d'una domus proveïda de pintures murals policromes que incloïen representacions de les muses. L'estil està datat en època d'Hadrià (117-138), nou en Caesaraugusta i caracteritzat per una gamma de tons càlids i per la representació figurativa. Augmenta la mida de l'ornamentació pictòrica dels murs dels habitatges. Al costat d'aquestes complexes decoracions, continuen apareixent models més senzills, que decoren les parets mitjançant imitacions de marbre, i que perduraran fins al segle iv.

## Elsegleiii

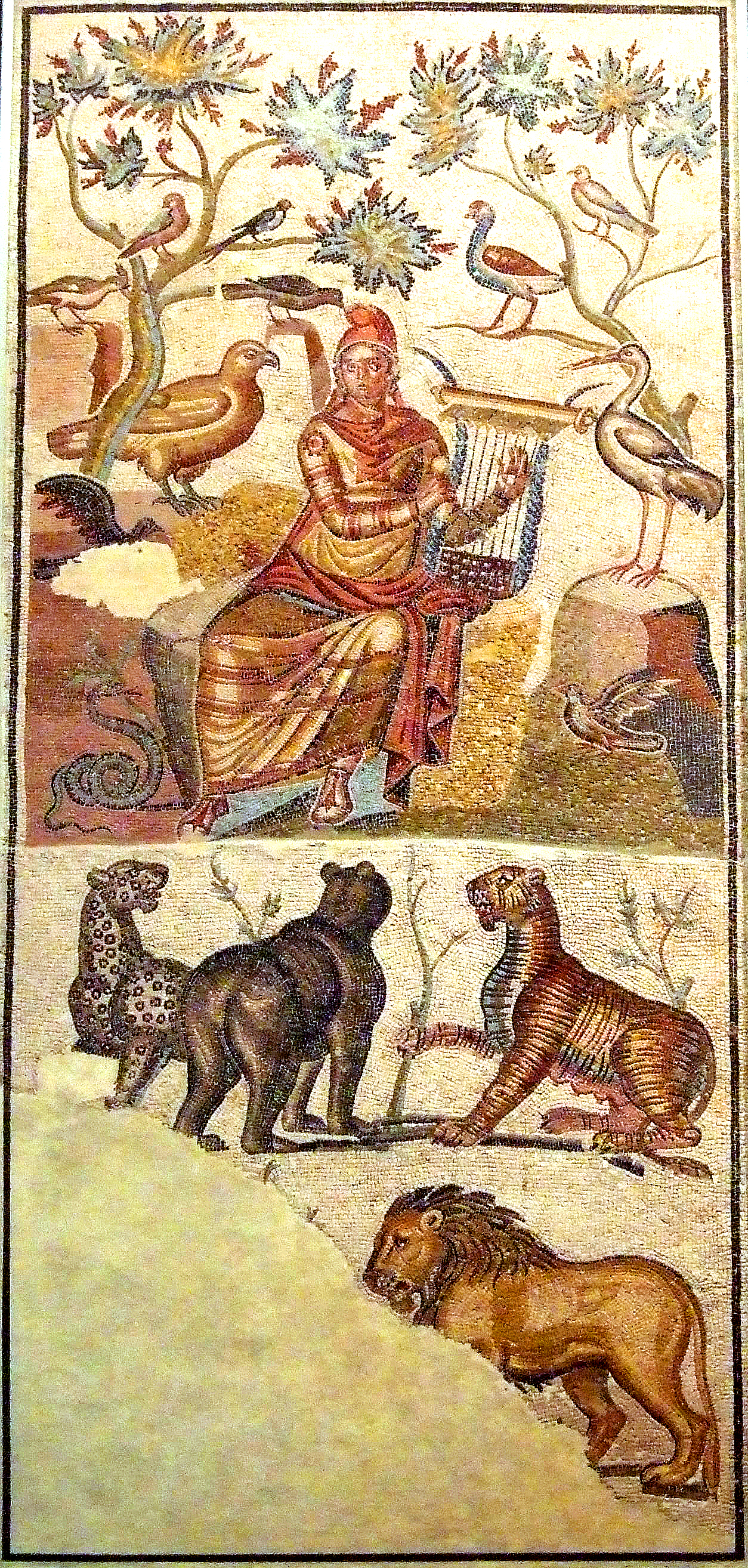
Mosaic d'Orfeu. Segles II-III

Si bé la primera meitat del segle iii va ser bastant desconeguda pel que fa a Cesaraugusta, és un període de canvis significatius. Es reedifiquen o construeixen les muralles que es conserven, ja que és un període inestable, el que corrobora que la mateixa ciutat de Roma es va emmurallar en aquest segle quan es va sentir amenaçada. Les restes de muralla que es poden contemplar avui a la vista són un tram d'uns vuitanta metres entre el Mercado Central i l'església de San Juan de los Panetes i el llenç inferior d'un altre tram de dos cubs en l'angle nord-est (passeig d'Echegaray y Caballero).
Al segle iii, el teatre de Caesaraugusta es modifica de nou, el que pot indicar una nova funció per a l'espai d'aquest edifici, on potser ja no sigui preeminent l'espectacle teatral en si mateix, a favor de la celebració d'altres formes d'entreteniment .
D'altra banda, el segle iii veu proliferar les grans cases representatives dels ciutadans de major prestigi. S'hi troben paviments de mosaics policromats de grans proporcions, com el de la Casa de Orfeo, domus de grans proporcions amb un saló de 47 m² de superfície; o el del «Triomf de Bacus» que va aparèixer al costat d'un important grup escultòric: el «Grup Ena» (dues nimfes interpretant música, que reflecteixen un gust exquisit, un delicat cisellat i un gust filohelenístic introduït en l'Imperi sota els Antonins), conservat al museu Frederic Marés de Barcelona; anteriors datacions, però, van atribuir aquests mosaics i escultures al segle ii.
També proliferen les viles agràries en el procés de ruralització del període final de la cultura romana, i les grans diferències que comencen a aparèixer entre ciutadans honestiores (o benestants) i humiliores (de condició social humil).
A les vores de la calçada occidental o de la Porta de Toledo, s'havia desenvolupat un barri de tallers terrissaires, ja que les indústries de la ciutat s'havien d'assentar fora del recinte urbà per la contaminació i deixalles que produïen.
Les necròpolis de la ciutat es desenvolupen extramurs, als costats dels grans vials d'accés i sortida de la ciutat. Al segle iii, n'estan documentades ja almenys tres d'importants, una a cada via corresponent a les sortides est o de Toledo (barri de San Pablo, carrers de San Blas i Dosset), oest (necròpoli de Las Fuentes, carrer de Nuestra Señora del Pueyo) i nord (costat de l'Ebre, Passeig d'Echegaray y Caballero).
A mitjans del segle iv sorgirà, al voltant d'un espai de culte a la capella de Las Santas Masas, un cementiri cristià, religió que comença a aparèixer a Saragossa a mitjan segle iii, com testimonia una missiva del bisbe Cebrià, cap de l'Església cristiana a Cartago.

## L'antiguitat tardana (284-408)
Després d'arribar al poder, Dioclecià (284-305) va reformar l'Estat i el sistema polític romà, que havia patit una perllongada crisi que amenaçava la unitat de l'Imperi des de temps de Marc Aureli (161-180), i que havia facilitat les incursions bàrbares. Dioclecià va repartir les responsabilitats de govern entre els tetrarques, dels quals corresponien a Occident Maximià i Constanci. Hispania, Àfrica i Itàlia, i amb elles Caesaraugusta, van quedar en mans de Maximià. La ciutat va quedar a partir d'aquest moment al marge de les maniobres de Dioclecià per recuperar el poder i, a la seva mort, el govern d'Hispània va passar als següents emperadors. A falta d'informació directa, és de suposar que la ciutat continuava a ser desmilitaritzada. La defensa de les muralles en cas d'atac requeia a la milícia local i sobretot en la collegia iuvenum, un cos format pels fills de les classes altes. Els pagesos propers a la ciutat es refugiaven dins de les muralles; aquells més allunyats havien confiar la defensa a petites tropes acantonades en torres de vigilància distribuïdes de forma regular en les vies. Els grans terratinents podien disposar del seu propi exèrcit privat, format per esclaus i serfs.

Hispània després de les reformes administratives de Dioclecià

Entre les reformes iniciades per Dioclecià, l'Hispània Citerior es va dividir en tres: Gallaecia, Tarraconense i Cartaginense, amb praeses perfectissimus, tots part de la Diocesis Hispaniarum amb capital a Mèrida. Caesaraugusta va continuar pertanyent a la província de Tarragona, governat per un praeses amb seu a Tarragona, i l'antic convent cesaraugustà va desaparèixer.
Habitualment, el segle iv és analitzat del punt de vista de la decadència de l'Imperi: la pressió fiscal sobre els curials, la fugida de l'aristocràcia fundiària a les seves finques rurals i la crisi econòmica va provocar la decadència o la ruïna de les ciutats tardorromanes. En el cas de Caesaraugusta, l'arqueologia ha tret a la llum la decadència del conjunt termal de San Joan y San Pedro a mitjan segle iv. Les termes van patir un espoli de materials nobles i un abandó tan radical que es van trobar les restes d'un adolescent al terra del frigidarium. Altres signes de les dificultats de mitjans del segle iv són l'abandonament d'una domus al carrer Torrenueva 6, que mostrava marques de foc al mosaic, indicant un mal ús de l'habitatge, la destrucció de les termes domèstiques del carrer Ossaú i l'abandonament definitiu del teatre, que no hauria sigut aliena a l'extensió del cristianisme, que no veia amb bons ulls aquest espectacle pagà.
No obstant això, la decadència no sembla haver estat important en el cas de Saragossa. L'arqueologia mostra l'existència de grans cases luxoses, una importació de productes exclusius de Roma i del sud de França, i un actiu comerç amb el nord d'Àfrica. La principal font del segle iv, Paulino de Nola, que la seva esposa Therasia tenia possessions a Saragossa, Tarragona i Barcelona, explica que ell mateix vivia a Caesaraugusta, entre altres localitats, i lloa el seu extens territori i les seves muralles. L'any 379 es va celebrar un concili a la ciutat, que indica que hi havia capacitat per rebre els bisbes i els seus seguicis. De fet, a la darreria del segle iv, Saragossa i Barcelona van començar a incrementar la seva importància davant de Tarragona. Es tenen notícies d'uns jocs circens a Caesaraugusta l'any 504, senyal que els curials encara servien en aquesta data tan tardana.

### L'administració baiximperial

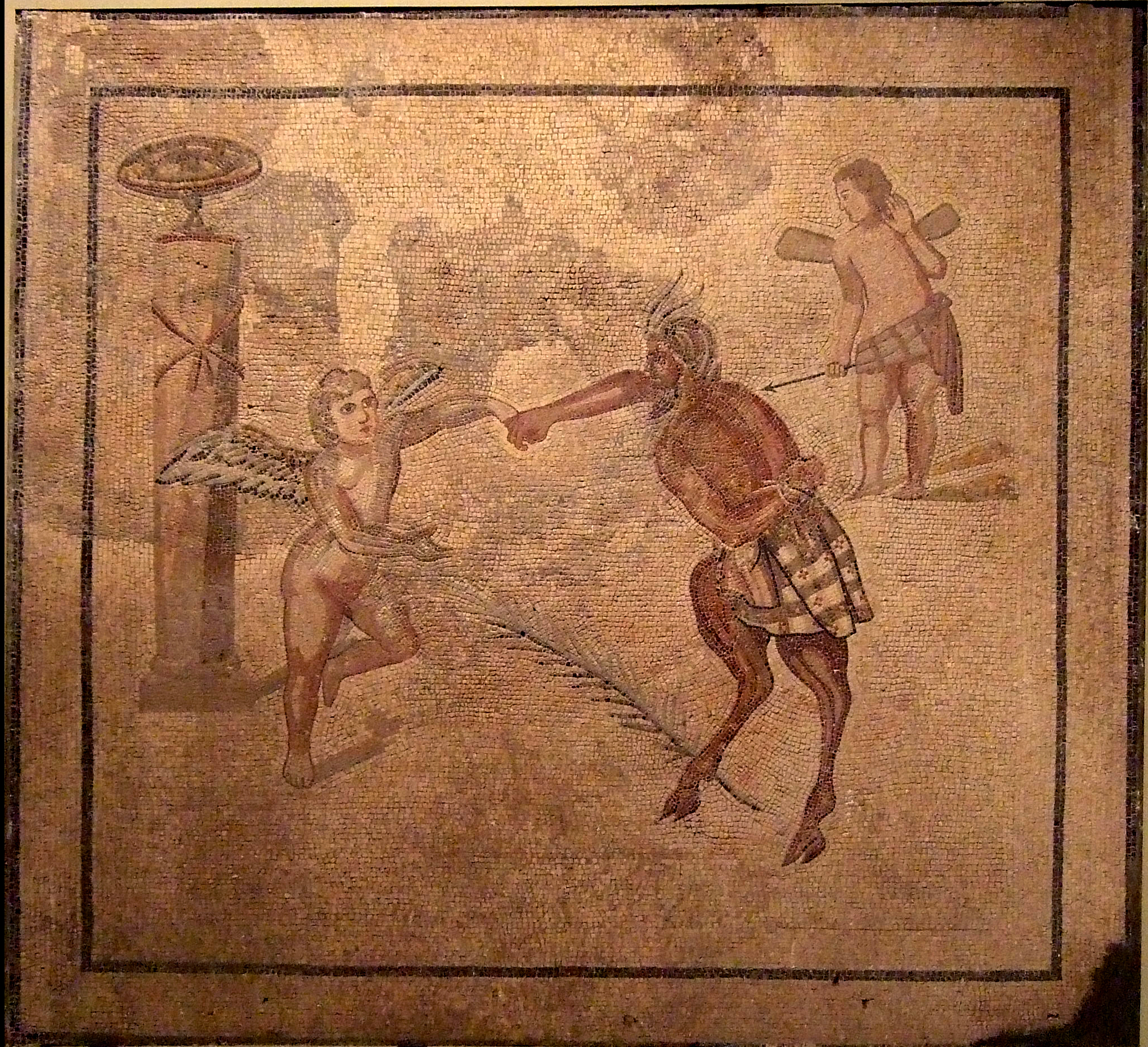
Mosaic d'Eros i Pan. Caesaraugusta, segles II-III

Prenent com a model la ciutat nord-africana de Timgad, es pot reconstruir aproximadament el govern local: cúria o senat, magistrats i populus. Existirien aproximadament un centenar de curials, dels quals una minoria eren honorati exempts de munera, càrregues impositives, classificades en ordre descendent en clarissimi, de rang senatorial, els perfectissimi, des de l'any 326 diferents dels équites, i els sacerdotals, antics sacerdots. Per sota hi ha els decurions, també pertanyents a la cúria, aristòcrates hereditaris locals a partir del segle iii; els fills d'un decurió accedien a l'ordo en emancipar als 25 anys, però se'ls exigia un cens fundiari per garantir el compliment de les càrregues financeres. Els magistrats i decurions inicialment realitzaven els seus serveis a la ciutat de forma voluntària, com a contraprestació al poder i prestigi del càrrec; però des de temps dels severians, aquest exercici voluntari va ser codificat en forma de munera obligatòria. Entre els serveis prestats a la ciutat, a part del pagament de la summa honoraria en assumir el càrrec, els oficials havien d'organitzar jocs, mantenir els banys públics, supervisar la portada i evacuació de l'aigua, representar oficialment la ciutat, controlar i supervisar la conservació i construcció de rutes, ponts, aqüeductes, edificis públics i muralles, i vigilar els preus del mercat, entre altres activitats.
El cap dels magistrats era el curator ciuitatis, que es triava per un any entre els curials, o a partir del 363 pel consell ciutadà amb els altres magistrats. Les funcions del curator eren vigilar la gestió financera, el registre de les actes, l'execució de treballs públics, l'aprovisionament, el control de preus, encarregat de la policia i la instrucció d'alguns assumptes menors; els duouiri, els altres magistrats, edils i qüestors, estaven subordinats a ell.
El territorium o territori rural que depenia administrativament de Caesaraugusta és desconegut. S'hi trobaven els terrenys dels curials, les viles rústiques, els vici o llogarets dependents, els pagi o llocs menors i les terres comunals. L'arrendament i explotació d'aquestes últimes anaven a les arques municipals fins al canvi de legislació, que va transferir dos terços de la propietat al tresor imperial. L'extensió pot suposar-se considerable, si es té en compte que no hi ha ciutats properes d'importància i l'aglomeració de viles rústiques a la rodalia de la ciutat.

### L'arribada del cristianisme
La primera notícia del cristianisme a Caesaraugusta apareix en una carta de Cebrià, bisbe de Cartago, datada l'any 254, en què esmenta Félix de Caesaraugusta, fidei cultor ac defensor veritatis.

Però va ser Aureli Climent Prudenci qui va deixar el testimoni més extens en el seu carmen «Peristephanon», de principi del segle v. Hi parla dels Innumerables Màrtirs, en realitat 18 (Optato, Luperco, Succés, Marcial, Urbà, Quintilià, Julià, Publi, Frontó, Félix, Cecilià, Evenci, Primitiu, Apòdem i 4 Saturnins), a més de Engràcia, Valeri i Vicent. Els primers, els màrtirs de Saragossa, i Engràcia sembla que van morir en la persecució de Valerià (200-260) de 257 i 258, tot i que la dada no és segura. Valero, bisbe de Saragossa, i Vicent, el seu diaca, van ser deportats cap als anys 303 a 305 a València per Maximià (250-310), on van ser torturats, on va morir Vicent. Valero, que encara va assistir al concili d'Iliberis cap al 306, pertanyia a la domus infulata dels Valeris, una dinastia de bisbes ceasaraugustans anomenats Valero / Valeri, el que demostra que Saragossa ja era seu episcopal des de mitjans del segle iii. Hi ha indicis que santa Engràcia i els màrtirs haurien estat enterrats en un petit edifici dedicat al seu culte, una Martyrium, al qual podria pertànyer un mosaic del segle iv amb simbologia cristiana conservat al Museu de Saragossa.

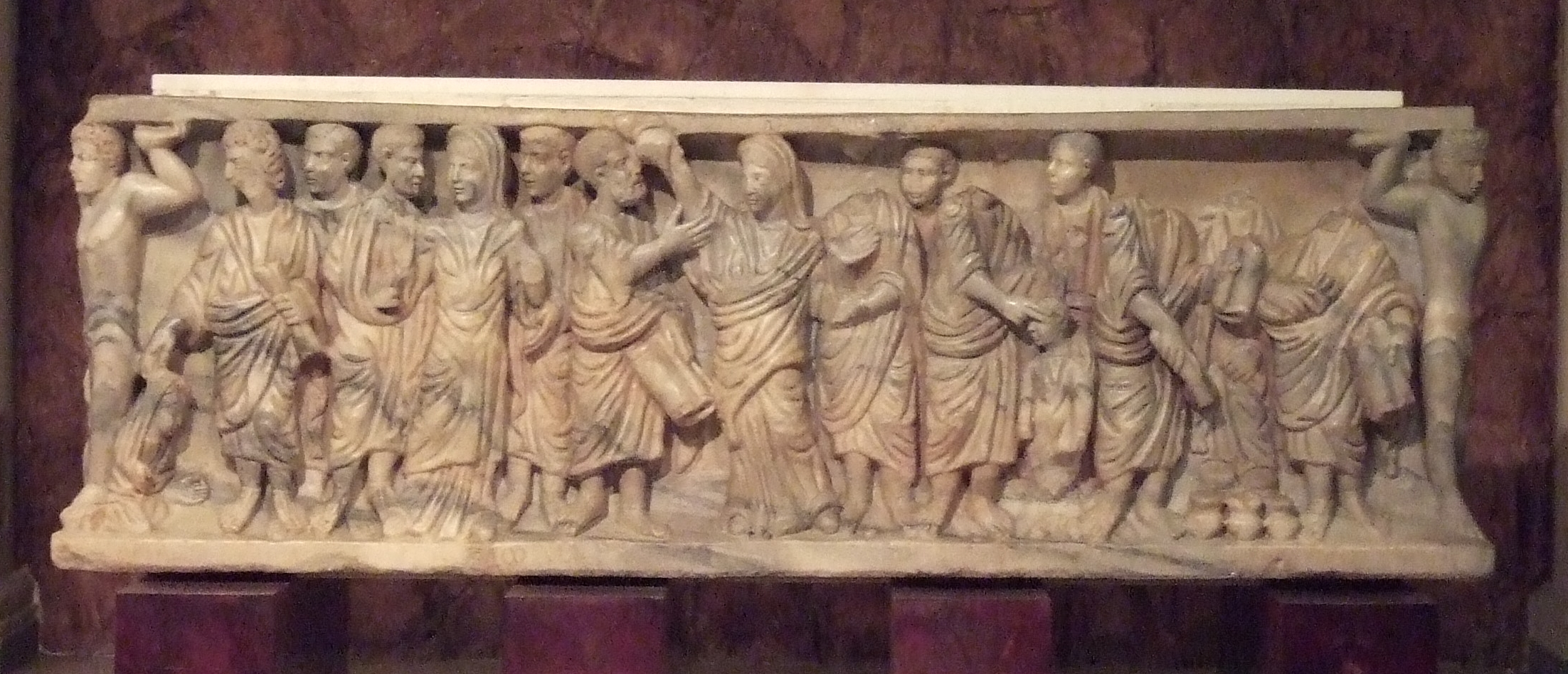
Sarcòfag anomenat de la receptio animae o de lAssumpció (c. 330-350), procedent d'una necròpolis cristiana a prop de l'església basílica de Santa Engràcia, on es troba en l'actualitat.
La iconografia mostra diverses escenes, entre les que es pot destacar la curació d'una dona amb hemorràgies, la curació del cec, i les noces de Canà

L'any 311, Galeri (260-311) va publicar l'edicte que legalitza oficialment l'església cristiana i, a partir del 313, el cristianisme va obtenir una posició de privilegi enfront de la religió tradicional. Això va permetre la realització d'una sèrie de concilis, com el ja esmentat d'Iliberis, en els quals l'església va depurar i eliminar una sèrie d'heretgies. Al concili d'Arles, l'any 314, van ser enviats Rufí i Clemenci. En 343, Cast, bisbe de Saragossa, va ser convocat a Sàrdica (actual Sofia, Bulgària) per combatre l'arrianisme. També es van organitzar concilis a Saragossa, un primer el 380, dedicat a la lluita contra el priscil·lianisme.
D'entre l'any 330 i 350, s'han conservat dos sarcòfags paleocristians, que es conserven a l'església basílica de Santa Engràcia. Possiblement provinguin d'una necròpoli de l'àrea de Santa Engràcia i la plaça de Los Sitios, relacionada amb el Martyrium esmentat anteriorment. Tots dos són de marbre esculpit a Roma i portats en vaixell, el que indica l'existència de cristians rics. El primer, anomenat de l'Assumpció o de la receptio animae, mostra diverses escenes bíbliques, com la creació d'Adam i Eva, la curació de l'hemorroisa, l'orant entre dos apòstols, la receptio animae, la curació del cec, les noces de Canà i el Pecat Original. El segon sarcòfag, anomenat habitualment «Trilogia Petrina», mostra el miracle de la font, l'arrest de Pere, l'escena del gall, la curació del cec, la conversió de l'aigua en vi, la multiplicació dels pans i dels peixos i la resurrecció de Llàtzer.
A més de la basílica-església de Santa Engràcia, que era al mateix lloc que l'edifici actual, és possible que hi haguessin altres dues basíliques. La primera, la de Santa Maria, al lloc de l'actual Basílica del Pilar; la segona, la de San Millán, en els terrenys de l'antic teatre romà. També s'ha especulat sobre l'existència d'una tercera basílica-església a la necròpolis occidental, que es va identificar amb amb la de San Félix. És d'assenyalar que s'han trobat les restes del temple del fòrum sota la catedral de La Seo, el que indica una continuïtat del culte des d'època romana, passant per la mesquita major de Saraqusta i per la catedral cristiana moderna, tot i que no s'hi han trobat proves arqueològiques de l'existència d'un temple cristià romà o visgòtic.
El 380, Teodosi (346-395), amb l'edicte de Tessalònica, nomenava el cristianisme religió oficial i única de l'Imperi i comença un període d'intolerància contra les altres conviccions.

## La caiguda de l'Imperi (408-472)

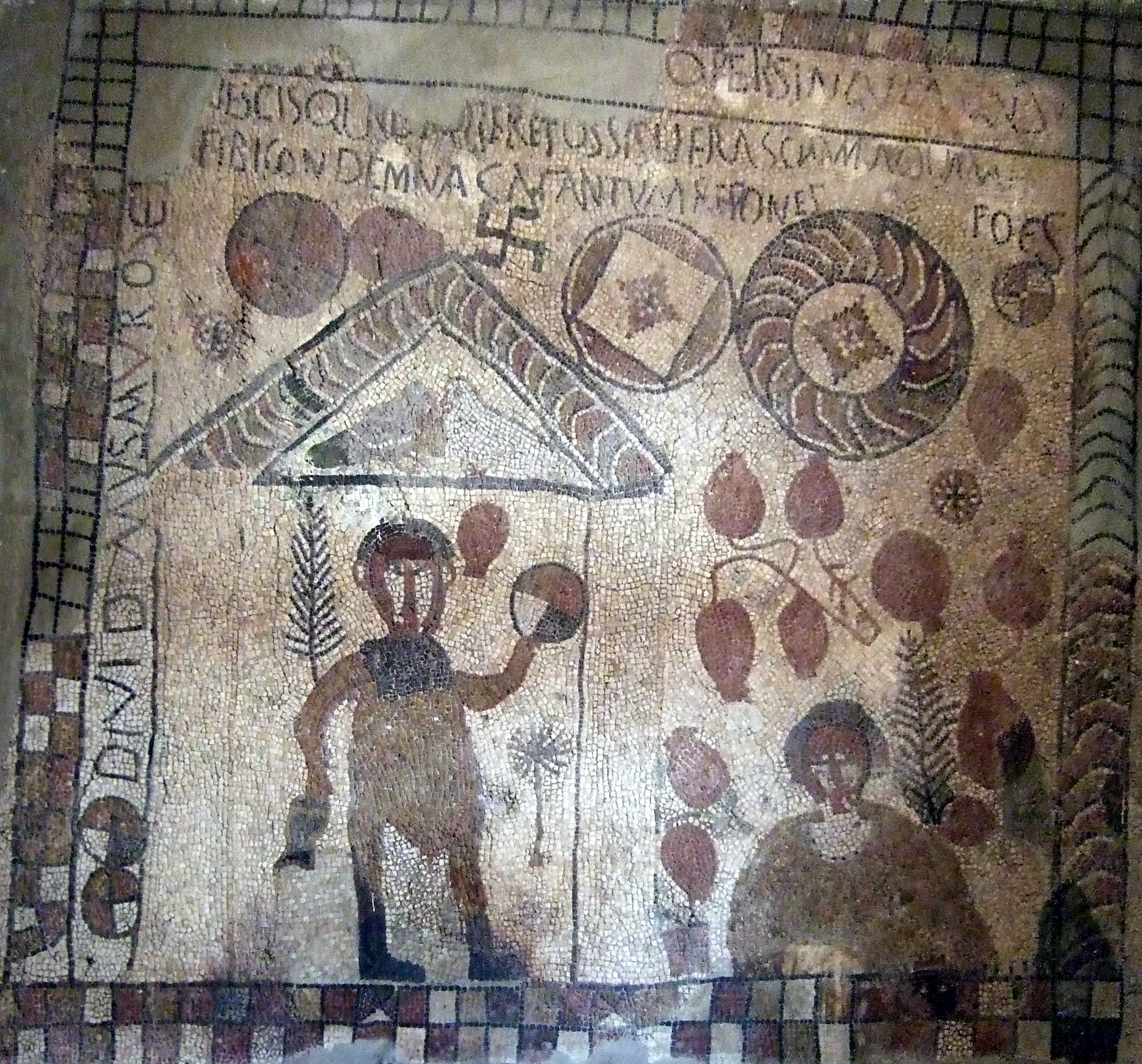
Mosaic de la vil·la rústica d'Estada. Segle V

A la crisi interna de l'Imperi es va unir que a l'hivern del 405-406 es va gelar el Rin i els pobles germànics el van travessar a peu: els sueus, vàndals i alans es van llançar a la conquesta i el saqueig de les terres de la Gàl·lia. A la tardor de 409 entraven a Hispània.
La invasió germana va coincidir amb l'aixecament de Constantí III el 407, aleshores comandant de Britànnia, contra l'emperador d'Occident, Flavi Honori. Constantí va establir la seva capital a Arle, a la Gàl·lia, enviant el seu fill, Cèsar Constant, i el seu general Geronci a conquerir la Lusitània, encara fidel a Honori, fill de Teodosi, emperador natural de Cauca. A la tornada, Constantí va passar per Caesaraugusta, deixant-hi la seva dona a Geronci i la major part del seu exèrcit. Geronci va decidir revoltar-se contra Constantí i Constant, pactant amb els alans, sueus i vàndals la repartició de la Península i llançant-se a la persecució de Constant, que va capturar i matar. El fet indica que la ciutat tenia la suficient importància tant per a ser considerada segura per Constant, com amb els recursos necessaris per ser base d'un aixecament per Geronci. Honori va reaccionar el 411, i va derrotar tant Constantí com Geronci, però només va aconseguir reconquerir la Taraconense,  la resta d'Hispània va romandre en mans de les tribus germàniques.
L'arqueologia mostra que durant el segle v es van abandonar els llocs públics de la ciutat. El fòrum va ser abandonat i els carreus del teatre van ser reutilitzats per a construir habitatges. Aquests habitatges sovint es van construir precisament en aquests espais públics abandonats, el que es pot explicar com un intent de les poblacions rural d'acomodar-se dins de la muralla quan fugien de la inestabilitat regnant.
Caesaragusta es va lliurar dels atacs dels bagaudes que hi va haver entre els anys 441 i 454 gràcies a les seves poderoses muralles. El problema va ser tan important que Turiaso va ser assaltada, conquerida i massacrada, fins i tot el bisbe Lleó hi va morir. Per resoldre el problema, Teodoric II (rei dels visigots), encara sota obediència romana, va enviar el seu germà Frederic al comandament d'un exèrcit.
La «Crònica Caesaraugustana» recull l'última visita d'un emperador romà el 460. L'emperador Majorià (457-461) va recalar a Caesaragusta de camí al nord d'Àfrica, que havia caigut en mans dels vàndals asdings. El fet resulta curiós si es té en compte que el camí lògic per anar cap a Cartagena hagués sigut per la costa, però potser la importància militar de la ciutat li va fer desviar-se.
El 472, la ciutat va ser definitivament conquerida per un exèrcit visigot liderat pel comte Gauteric, en nom del rei Euric, i la van anomenar «Cesaracosta». Només quatre anys després, el 476, Odoacre, cap dels hèruls, deposà l'últim emperador romà d'Occident, el que es considera habitualment com la fi de l'Imperi Romà d'Occident i el començament de l'edat mitjana.